# 南極似彎線䲁
南極似彎線䲁（學名：Helcogrammoides antarcticus），為輻鰭魚綱䲁形目三鰭䲁科似彎線䲁屬的一個種，是由Aedo Pascual Tomo於1982年描述，分布於南極半島天堂灣海域，體長可達5.9公分，棲息在沿海岩石海岸，雌魚產附著性卵在藻類築的巢，雄魚會守護卵，幼魚為浮游性，生活習性不明。